# Aleksandr Gołowaczow
Aleksandr Aleksiejewicz Gołowaczow (ros. Александр Алексеевич Головачёв, ur. 27 listopada?/10 grudnia 1909 w miejscowości Lubochna w obwodzie briańskim, zm. 6 marca 1945 na Śląsku) – radziecki pułkownik, dwukrotny Bohater Związku Radzieckiego (1944 i 1945).

## Życiorys
Urodził się w rodzinie robotniczej. Od 1929 służył w Armii Czerwonej, od 1931 należał do WKP(b), w 1932 ukończył szkołę wojskową im. WCIK. We wrześniu 1939 brał udział w zajmowaniu przez ZSRR zachodniej Ukrainy, czyli agresji ZSRR na Polskę, w momencie ataku Niemiec na ZSRR był szefem sztabu i dowódcą pułku. W sierpniu 1942 został dowódcą brygady w składzie 15 Korpusu Pancernego 3 Armii Pancernej, która w lutym 1943 wyróżniła się na Froncie Woroneskim podczas operacji charkowskiej. 6 listopada 1943 na 1 Froncie Ukraińskim uczestniczył w wyzwalaniu Wasylkowa, później na jej czele forsował Don, uczestniczył w bitwie o Dniepr, operacji lwowsko-sandomierskiej (w tym w zajmowaniu Gródka i Lwowa), operacji sandomiersko-śląskiej i dolnośląskiej. Był siedmiokrotnie ranny. Dowodził 23 Gwardyjską Brygadą Zmotoryzowaną z 7 Gwardyjskiego Korpusu Pancernego ze składu 3 Gwardyjskiej Armii Pancernej Jego brygada uczestniczyła w walkach między innymi o Częstochowę, Byczynę i Bolesławiec oraz sforsowała Odrę. Zginął w walce na Śląsku koło Lubania.

W rejonie Lubania przed frontem 23. Brygady Piechoty Zmotoryzowanej Gwardii pojawiły sie nowe jednostki hitlerowskie. Rozgorzała zacięta, nierówna walka. Wróg naciskał również na nasze skrzydła, ale mimo to postanowiliśmy wesprzeć Gołowaczowa. Zabrawszy ze sobą niewielką grupą fizylierów, pądzą do niego. Przyjmuje mnie szef sztabu brygady Jewgienij Szapowałow. Sytuacja jest znacznie gorsza, niż sobie wyobrażałem. Prawie każda piądź ziemi pod ostrzałem nieprzyjaciela.

- Gdzie jest Gołowaczow?

- Tam… - z niepokojem wskazuje rąką Szapowałow na wzgórze z zagajnikiem. - Przecież dobrze go znacie - dodaje pułkownik,
jakby chciał się usprawiedliwić.

Z zagajnika po całej dolinie sieje ołowiem maksim. Między seriami dochodzi mnie znajomy głos Gołowaczowa: „Jeszcze? Bitte! Jeszcze? Bitte!”

Został pochowany w Wasylkowie.

## Odznaczenia
- Złota Gwiazda Bohatera Związku Radzieckiego (dwukrotnie - 23 września 1944 i pośmiertnie 6 kwietnia 1945)
- Order Lenina
- Order Czerwonego Sztandaru (trzykrotnie)
- Order Suworowa II klasy (dwukrotnie)
- Order Czerwonej Gwiazdy

I medale.